# Бібліотека монастиря святого Галла
Бібліоте́ка монастиря́ свято́го Га́лла (нім. Stiftsbibliothek St. Gallen) — найдавніша бібліотека в Швейцарії. Заснована в монастирі Святого Галла першим абатом цієї обителі святим Отмаром на початку VIII століття. Бібліотека Санкт-Галенського монастиря є одним з найзначніших зібрань стародавніх книг і манускриптів у Європі. Вона містить 2100 рукописів, датованих VIII—XV століттями (наприклад, манускрипт «Пісні про Нібелунгів» і міссал Фінтана з Рейнау), 1650 інкунабул. У фондах бібліотеки зберігаються близько 160 тисяч примірників книжок. Бібліотека відкрита для публічного відвідування. Книги, видані до 1900 року, видаються у спеціальному читальному залі. Головний зал бібліотеки побудовано в стилі рококо.
1983 року бібліотеку разом з монастирем святого Галла внесено в список Світової спадщини ЮНЕСКО. У XX столітті найцінніші музичні рукописи бібліотеки публікувалися у вигляді факсиміле (особливо в серії Paléographie musicale). У 1990-х роках відкрито віртуальну бібліотеку, в якій оцифровано найважливіші манускрипти.